# سیارک ۱۸۷۵۰
سیارک ۱۸۷۵۰ (به انگلیسی: 18750 Leonidakimov، نامگذاری:1999GA9) هجده هزار و هفتصد و پنجاهمین سیارک کشف شده‌است که در ۱۰ آوریل ۱۹۹۹ کشف شد.
قدر مطلق سیارک برابر ۱۳.۵ است.